# Épreuve de rallycross d'Essay
L'épreuve de rallycross d'Essay est une course automobile sur circuit créée en 1975. Elle figure au calendrier du championnat de France de rallycross depuis 1977, exception faite aux années 1979, 2022, et 2023. L'épreuve est organisée sur le circuit d'Essay, aussi appelé circuit des Ducs. 

## Histoire
Le circuit de rallycross d'Essay, également connu sous le nom de circuit des Ducs, est créé en 1975 par deux habitants de la commune d'Essay. Construit sur un étang, il est d'abord un circuit composé à 100 % terre. La première épreuve courue sur ce circuit voit plusieurs pilotes étrangers s'affronter, qui se devant se loger chez les habitants d'Essay.

### Perte d'homologation
Dans un arrêté pris le 31 mai 2024, le préfet de l'Orne décide de suspendre l'homologation du circuit pour une durée de six mois, en raison d'un défaut de conformité. À la suite de cette décision, et après avoir dû annuler une manche du championnat d’Europe à la fin du mois de mai, le propriétaire ainsi que le gestionnaire du circuit entreprennent d'importants travaux. L'objectif est de mettre le circuit en conformité afin de pouvoir accueillir la huitième manche du championnat de France de rallycross 2024, les 5 et 6 octobre.
Le 12 août, le préfet du département lève sa suspension d'homologation du circuit.

## Spécificités
D'une longueur de 937 mètres et d'une largeur de allant de 9 à 16 mètres, la piste est composée, à 62 % de terre, et 38 % d’asphalte. La longueur de la ligne droite de départ est de 145 mètres. La déviation du tour joker, en disposition extérieure mesure 140 mètres, soit 26 mètres de plus que le tracé normal. Un tour complet en empruntant le joker mesure 963 mètres.

## Record de piste
- Supercar :  Samuel Peu en 0 min 33 s 073 (2021,  Peugeot 208 I RX)
- Super 1600 :  Anthony Paillardon en 0 min 35 s 126 (2021,  Škoda Fabia II)
- Division 3 :  Anthony Pelfrène en 0 min 34 s 242 (2021,  Renault Clio IV)
- Division 4 :  Jean-François Blaise en 0 min 36 s 145 (2021,  Renault Clio IV)

## Palmarès

### Par année
| Année | Classe 2                                  | Classe 1                                  |                                            |                                           |
| ----- | ----------------------------------------- | ----------------------------------------- | ------------------------------------------ | ----------------------------------------- |
| 1977  | Jean Ragnotti Alpine A310                 | Bruno Saby Alpine A110 1600 Squale        |                                            |                                           |
|       | Division 2                                | Division 1                                | Division 3                                 |                                           |
| 1983  | Michel Gambillon Porsche 911              | Pierre Brunetti Simca 1000 Rallye 3       |                                            |                                           |
|       | Division 1                                | Division 2 Tourisme                       | Division 2 Production                      |                                           |
| 2000  | Laurent Terroitin Citroën Xsara WRC       | Pierre Llorach Citroën Saxo Kit-Car       | Eddy Bénézet Peugeot 306 S16               |                                           |
| 2001  | Jean-Luc Pailler Peugeot 206 WRC          | Jean-Claude Lemoine Peugeot 306 Maxi      | Phillipe Tollemer Honda Integra III Type R |                                           |
|       | Division 1                                | Division 2                                | Division 3                                 | Division 4                                |
| 2004  | Olivier Anne Citroën Xsara                | Éric Guillemette Honda Civic 7 Type R     | Fabrice Morize Peugeot 205 Turbo 16        | Pascal Gloux Citroën Xsara VTS 16V        |
| 2020  | Annulé à cause de la pandémie de Covid-19 | Annulé à cause de la pandémie de Covid-19 | Annulé à cause de la pandémie de Covid-19  | Annulé à cause de la pandémie de Covid-19 |
| 2021  | Romuald Delaunay Citroën DS3 WRX          | Jimmy Terpereau Citroën C2 S1600          | Anthony Pelfrène Renault Clio IV           | Sébastien Le Ferrand Peugeot 208 I        |

## Sources et références
1. ↑  (en-GB) « Essay / Les Ducs » (consulté le 21 juin 2024)
2. ↑  Jules Derenne, « Le circuit des Ducs à Essay perd son homologation : les activités interdites pendant six mois », sur Ouest-France, 6 juin 2024 (consulté le 21 juin 2024)
3. ↑  Christophe Richard, « Le circuit des Ducs, à Essay, retrouve son homologation », sur Ouest-France, 21 août 2024 (consulté le 9 septembre 2024)